# Nephrotoma basutoensis
Nephrotoma basutoensis är en tvåvingeart som beskrevs av Alexander 1956. Nephrotoma basutoensis ingår i släktet Nephrotoma och familjen storharkrankar. Inga underarter finns listade i Catalogue of Life.